# Ommatius tamenensis
Ommatius tamenensis är en tvåvingeart som beskrevs av Joseph och Parui 1983. Ommatius tamenensis ingår i släktet Ommatius och familjen rovflugor. Inga underarter finns listade i Catalogue of Life.